# Mieczysłau Hryb
Mieczysłau Iwanawicz Hryb (biał. Мечыслаў Іванавіч Грыб, ros. Мечислав Иванович Гриб, Mieczisław Iwanowicz Grib; ur. 25 września 1938 w Sawiczach k. Zdzięcioła) – białoruski milicjant i polityk, w latach 1994–1996 przewodniczący Rady Najwyższej Republiki Białorusi XII kadencji. Od momentu objęcia stanowiska przewodniczącego parlamentu do zaprzysiężenia Alaksandra Łukaszenki był głową Republiki Białorusi.

## Życiorys
W 1959 ukończył Wyższą Szkołę Pożarniczą MSW ZSRR we Lwowie, a w 1967 – studia prawnicze w Białoruskim Uniwersytecie Państwowym.
Od 1959 służył w milicji. Początkowo był inspektorem ochrony przeciwpożarowej w Wydziale Spraw Wewnętrznych rejonu pliskiego w obwodzie witebskim. Od początku lat 60. pracował w organach milicji Witebska i obwodu witebskiego. W latach 1981–1985 pełnił funkcję naczelnika wydziału ochrony porządku publicznego Ministerstwa Spraw Wewnętrznych Białoruskiej SRR. Od 1985 do 1990 kierował Wydziałem Spraw Wewnętrznych obwodu witebskiego. W 1993 otrzymał nominację na generała-porucznika milicji.
W 1985 stał na czele grupy operacyjno-śledczej, która doprowadziła do zatrzymania sprawcy zabójstw 43 kobiet, popełnionych na terenie obwodu witebskiego w latach 1971–1985. Jednocześnie ustalono, że w toku wcześniejszych postępowań 13 osób zostało bezpodstawnie skazanych, w tym na jednej wykonano wyrok śmierci. Śledztwo wykazało szereg nieprawidłowości w działaniu wymiaru sprawiedliwości.
Od 1973 do 1981 zasiadał w rejonowych i miejskich radach deputowanych. Od 1985 był deputowanym rady obwodowej. W 1990 został wybrany do Rady Najwyższej Białoruskiej SRR, która w 1991 przekształciła się w Radę Najwyższą Republiki Białorusi. Zasiadał w Prezydium Rady, przewodniczył komisji bezpieczeństwa narodowego, obrony i walki z przestępczością oraz komisji praw człowieka przy Prezydium Rady Najwyższej. 28 stycznia 1994 został wybrany na stanowisko przewodniczącego Rady Najwyższej. Pełnił obowiązki głowy państwa do momentu zaprzysiężenia pierwszego prezydenta. Pod jego przewodnictwem 15 marca 1994 Rada Najwyższa przyjęła Konstytucję Republiki Białorusi.
W drugiej turze wyborów parlamentarnych 28 maja 1995 roku został wybrany na deputowanego do Rady Najwyższej Republiki Białorusi XIII kadencji ze Zdzięciolskiego Okręgu Wyborczego Nr 129. 9 stycznia 1996 roku został zaprzysiężony na deputowanego. Od 23 stycznia pełnił w Radzie Najwyższej funkcję członka Stałej Komisji ds. Międzynarodowych. Był bezpartyjny, należał do socjaldemokratycznej frakcji „Związek Pracy”. 1 kwietnia został przewodniczącym stałej delegacji Rady do Zgromadzenia Północnoatlantyckiego. Od 3 czerwca był członkiem grupy roboczej Rady Najwyższej ds. współpracy z parlamentem Republiki Tureckiej. 27 listopada 1996 roku, po dokonanej przez prezydenta Alaksandra Łukaszenkę kontrowersyjnej i częściowo nieuznanej międzynarodowo zmianie konstytucji, nie wszedł w skład utworzonej przez niego Izby Reprezentantów Zgromadzenia Narodowego Republiki Białorusi I kadencji. Zgodnie z Konstytucją Białorusi z 1994 roku jego mandat deputowanego do Rady Najwyższej zakończył się 9 stycznia 2001 roku; kolejne wybory do tego organu jednak nigdy się nie odbyły.
W kolejnych latach związał się ze środowiskami opozycyjnymi wobec prezydenta. Od 1996 był członkiem Białoruskiej Socjaldemokratycznej Partii „Ludowa Hromada” (od 1999 do 2001 pełnił funkcję pierwszego wiceprzewodniczącego). W wyborach prezydenckich w 2006 był członkiem sztabu wyborczego Alaksandra Kazulina.
Przewodniczy Białoruskiemu Stowarzyszeniu Euroatlantyckiemu. Zasiada w Radzie Nadzorczej Białoruskiego Komitetu Helsińskiego. W latach 2000–2004 kierował systemem koordynacji społecznej obserwacji wyborów na Białorusi.
W 1994 otrzymał tytuł Zasłużonego Prawnika Białorusi.
Jest katolikiem, ma żonę i dwoje dzieci.

## Wybrane publikacje
- Biełaruś na szliachach niezależnasci, Mińsk 1994
- Na histarycznym skryżawanni, Mińsk 1996
- Ucziebnoje posobije po obszczej czasti ugołownogo prawa Riespubliki Biełarus´, Mińsk 1999
- Wybory dieputatow Pałaty priedstawitielej Nacionalnogo sobranija Riespubliki Biełarus´. Fakty i kommentarii, Mińsk 2000 (współaut.)
- Wybory priezidienta Riespubliki Biełarus´ w 2001 g. Fakty i kommentarii, Mińsk 2002 (współaut.)